# Єлисаветградський 3-й гусарський полк

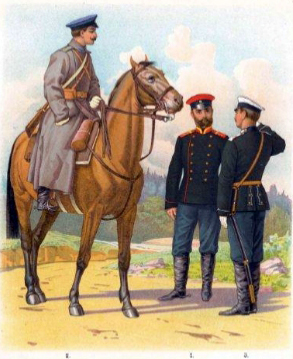
1) Вахмістр 7-го Драгунського Новоросійського Й. І. В. Великого Князя Володимира Олександровича полку 2) Рядовий 8-го Драгунського Смоленського Імператора Олександра III полку 3) Рядовий 9-го Драгунського Єлисаветградського полку. 1897 р.

3-й гусарський Єлисаветградський полк — кінна військова частина Російської імперії в Україні у 1783—1918 роках.
Старшинство: 22.03.1764 від Єлисаветградської пікінерії.

## Історія

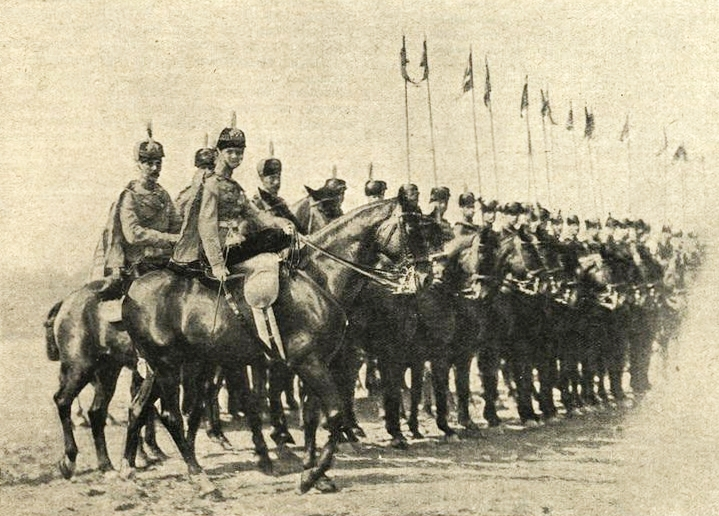
1913 рік. Парад 3-му Єлисаветградському гусарському полку у Петергофі.

- 28 червня 1783 — Сформований генерал-майором бароном Ферзеном із Єлисаветградського і Херсонського пікінерних полків Єлисаветградський легкокінний полк у складі шістьох ескадронів.
- 21 вересня 1788 — Приєднано команди кінних єгерів Сумського, Павлоградського, Маріупольського, Ольвіопольського, Олександрійського, Костянтиноградського, Таврійського, Полтавського, Харківського, Ізюмського, Охтирського, Острогозького, Воронезького, Українського легкокінних і Катеринославського кірасирського полків. Приведений у склад дванадцятьох ескадронів та названий Єлисаветградським полком кінних стрільців.
- 4 липня 1790 — Приведений у склад десятьох ескадронів та названий Єлисаветградським кінноєгерським полком.
- 29 листопада 1796 — Гусарський генерала від кавалерії Дуніна полк.
- 13 березня 1798 — Гусарський генерал-майора Воропайського полк.
- 27 квітня 1799 — Гусарський генерал-майора Сухарева полк.
- 10 грудня 1800 — Гусарський генерал-майора Сакена 3-го полк.
- 29 березня 1801 — Єлисаветградський гусарський полк.
- 20 грудня 1828 — На герби та ґудзики присвоєно № 7.
- 21 березня 1833 — Приведений у склад вісьмох дійових та одного резервного ескадронів, для чого приєднано 1-й та 2-й ескадрони Ольвіопольського гусарського полку. На герби і ґудзики присвоєно № 3.
- 1 січня 1845 — Гусарський Її Імператорської Високості Великої княгині Ольги Миколаївни полк.
- 26 липня 1856 — Приведений у склад шістьох дійових і двох резервних ескадронів.
- 18 вересня 1856 — Приведений у склад чотирьох дійових і двох резервних ескадронів.
- 19 березня 1857 — Єлисаветградський гусарський Її Імператорської Високості Великої Княгині Ольги Миколаївни полк.
- 25 березня 1864 — 3-й гусарський Єлисаветградський Її Імператорської Високості Великої княгині Ольги Миколаївни полк.
- 13 червня 1864 — 3-й гусарський Єлисаветградський Її Величності королеви Віртемберзької полк.
- 18 серпня 1882 — 9-й драгунський Єлисаветградський Її Величності королеви Віртемберзької полк.
- 11 серпня 1883 — Приведений у склад шістьох ескадронів.
- 24 жовтня 1892 — 9-й драгунський Єлисаветградський полк.
- 6 грудня 1907 — 3-й гусарський Єлисаветградський полк.
- 11 липня 1909 — 3-й гусарський Єлисаветградський Її Імператорської Високості Великої Княжни Ольги Миколаївни полк.

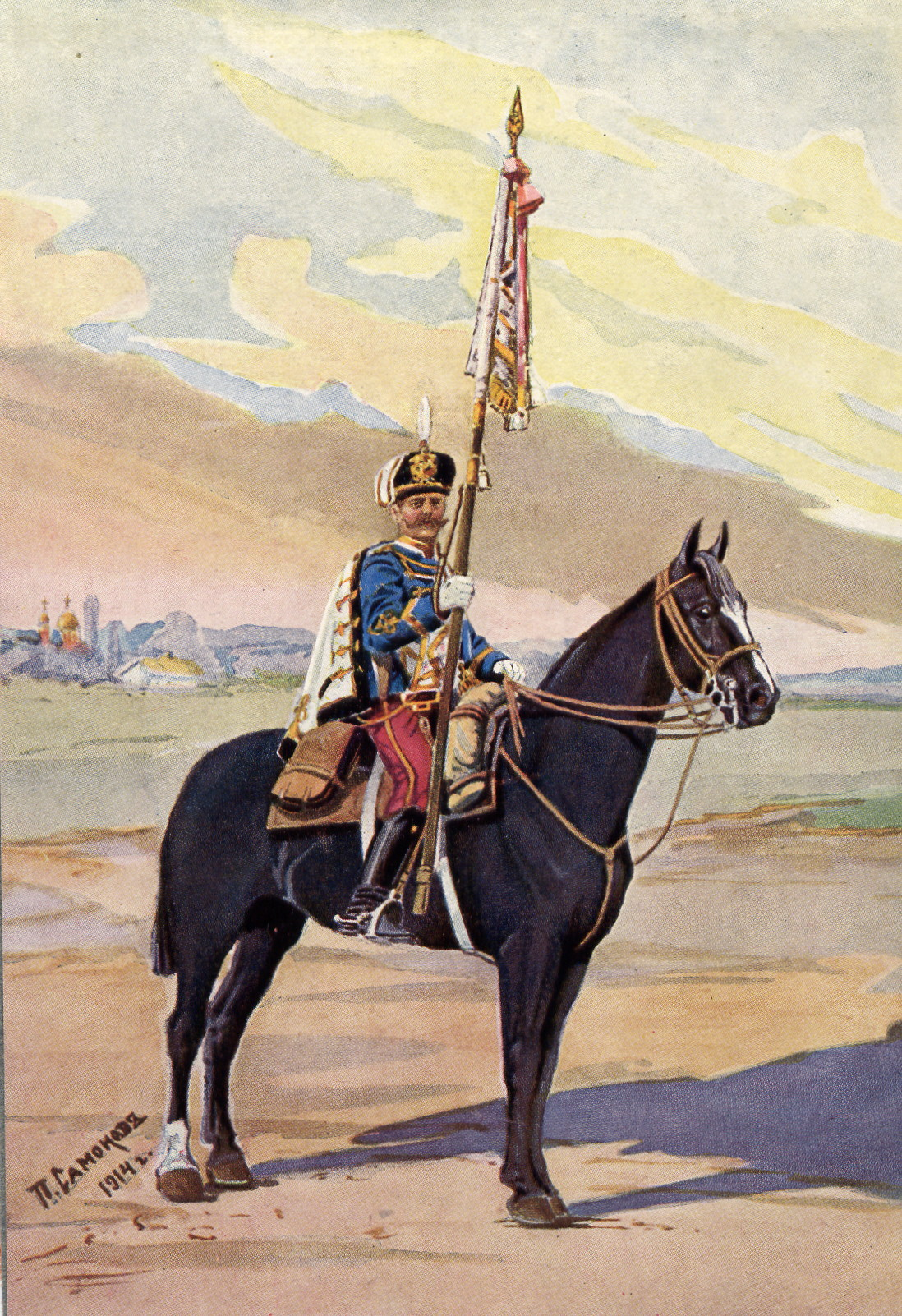
Вахмістр Єлисаветградського гусарського полку з полковим штандартом. Малюнок підполковника Самонова

## Шефи
- 29.11.1796-13.03.1798 — генерал-поручик Дунін Іван Петрович
- 13.03.1798-27.04.1799 — генерал-майор Воропайський Піус Ксаверійович
- 27.04.1799-10.12.1800 — генерал-майор Сухарєв Федір Дмитрович
- 10.12.1800-01.01.1807 — генерал-майор барон фон дер Остен-Сакен Єрофій Кузьмич
- 01.01.1807-13.01.1808 — генерал-майор Юрковський Анастасій Антонович
- 13.01.1808-14.01.1813 — генерал-майор Всеволозький Олексій Матвійович
- 06.05.1814-01.09.1814 — генерал-майор Шостаков Герасим Олексійович
- 01.01.1845-24.10.1892 — Королева Віртемберзька Ольга Миколаївна
- 11.07.1909-1917 — Велика княжна Ольга Миколаївна

## Командири
- 15.11.1797 — 13.03.1798 — генерал-майор Воропайський Піус Ксаверійович (Савелійович)
- 02.06.1798 — 27.04.1799 — полковник Сухарєв Федір Дмитрович
- 11.07.1799 — 24.10.1799 — полковник Головін Олександр Іларіонович
- 07.12.1799 — 02.10.1801 — полковник Ставицький Яків Федорович
- 02.10.1801 — 01.01.1802 — генерал-майор граф Вітгенштейн Петро Християнович
- 08.03.1802 — 01.07.1802 — полковник Климовський Микола Васильович
- 01.07.1802 — 22.07.1802 — полковник князь Голіцин Петро Олександрович
- 22.07.1802 — 19.02.1803 — генерал-майор граф де Ламберт Карл Осипович
- 10.07.1803 — 12.12.1807 — полковник Лисаневич Григорій Іванович
- 09.08.1808 — 21.09.1809 — полковник Григорович Дмитро Онуфрійович
- 08.03.1810 — 06.05.1814 — полковник (із 15.09.1813 генерал-майор) Шостаков Герасим Олексійович (Шостак)
- 01.06.1815 — 19.03.1820 — полковник барон Розен Отто Федорович 6-й
- 28.03.1820 — полковник Глазенап Роман Григорович 2-й
- ? — ? полковник Рашевський Олександр Якович
- 16.02.1837 — 27.06.1843 — полковник Сабуров Олексій Іванович
- 1851—1855 — полковник Мензенкампф Готгардт Богданович
- 16.12.1865 — 16.04.1872 — полковник Вінберг Віктор Федорович
- 30.12.1877 — 14.07.1883 — полковник Хрущов Петро Миколайович
- 26.07.1894 — 28.08.1897 — полковник Гарнак Олександр Леонтійович
- 22.03.1901 — 18.01.1907 — полковник Чернота-де-Бояри Боярський Броніслав Людвігович
- 22.01.1907 — 24.02.1909 — полковник Рерберг Федір Сергійович
- 20.04.1909 — 1910 — полковник барон Кріденер Фрідріх Йосипович
- 24.10.1910 — 30.08.1913 — полковник (с 14.04.1913 генерал-майор) Мартинов Анатолій Іванович
- 15.09.1913 — 06.04.1916 — полковник (с 21.04.1915 генерал-майор) Ярмінський Олександр Францевич
- 09.04.1916 — 05.07.1917 — полковник Сегеркранц Сергій Карлович
- 05.07.1917 — ? — полковник Токаєв Ахмет Хасакоєвич

## Відзнаки
- Георгіївські труби з написом: «За відзначення при розбитті та вигнанні неприятеля з меж Росії 1812 р.» (рос. За отличие при поражении и изгнании неприятеля из пределов России 1812 г.) і «За втихомирення Угорщини 1849 р.» (рос. За усмирение Венгрии 1849 г.)
- Знаки на шапках із написом: «За відзначення» (даровані за війни 1812-1814 рр.).

## Відомі люди, які служили у полку
- Бібіков Сергій Ілліч
- Мальсагов Сафарбек Товсолтанович
- Остен-Сакен Дмитро Єрофійович
- Петров Віктор Олександрович
- Потапов Федір (Самусь)
- Захарченко-Шульц Марія Владиславівна